# فرانسوی کبکی

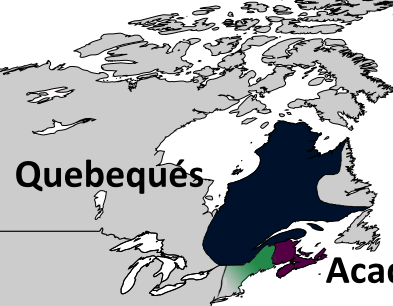
نقشه گستردگی فرانسوی کبکی در کانادا

فرانسوی کبکی (فرانسوی: français québécois‎) گونه غالب زبان فرانسوی است که در کانادا صحبت می‌شود. این زبان، زبان غالب استان کبک است که در ارتباطات روزمره، آموزش، رسانه‌ها و دولت استفاده می‌شود.
فرانسوی کانادایی یک اصطلاح رایج برای توصیف همه انواع فرانسوی است که در کانادا استفاده می‌شود، از جمله فرانسوی کبکی.
اصطلاح joual معمولاً برای اشاره به فرانسوی طبقه کارگر کبک استفاده می‌شود، که دارای ویژگی‌های خاصی است که اغلب در فرانسوی معیار به‌عنوان حذف شده، «قدیمی» یا «نادرست» در شناخته می‌شوند. Joual به ویژه تأثیرات قوی نورمن‌ها را عمدتاً به دلیل مهاجرت نورمن‌ها در طول رژیم پیشین نشان می‌دهد (آن‌ها به عنوان کاتولیک‌های واقعی تلقی می‌شدند و اجازه مهاجرت به دنیای جدید به عنوان نمونه‌ای از مهاجران ایده‌آل فرانسوی را داشتند). به عنوان مثال واژه placoter می‌تواند هم به معنای پاشیدن به اطراف و هم به معنای پچ پچ کردن باشد که از کلمه فرانسوی clapoter گرفته شده‌است که به همین معنی است. معادل آن در فرانسه آکادیایی Chiac نامیده می‌شود.

## مقایسه با فرانسوی اروپا
بین فرانسوی کبک و اروپا زنجیره فهم وجود دارد. این دو در گونه‌های معیار و استانداردتر خود قابل درک هستند و در اشکال گویشی خود مشکلات بیشتری دارند. اگر بتوان مقایسه ای انجام داد، تفاوت میان هر دو گونه مشابه تفاوت میان انگلیسی آمریکایی و انگلیسی است، حتی اگر تفاوت در واج‌شناسی و نوا برای دومی بیشتر باشد.
برخی از کبکی‌ها در سفر انتخاب می‌کنند که لهجه‌شان را اصلاح کنند یا تغییر دهند تا راحت‌تر درک شوند، اما بیشتر آن‌ها می‌توانند به راحتی با فرانسوی‌های اروپایی ارتباط برقرار کنند. درک تلفظ اروپایی معمولاً برای کانادایی‌ها سخت نیست. فقط تفاوت در واژگان مشکلی ایجاد می‌کند. با این وجود، لهجه کبک بیشتر به لهجه پوآتو یا نرماندی و همچنین برخی از بخش‌های والونی نزدیک‌تر است.
به‌طور کلی، فرانسوی‌زبانان اروپایی در درک برنامه‌های خبری کبک یا سایر سخنرانی‌های نسبتاً رسمی کبکی مشکلی ندارند. با این حال، آنها ممکن است در درک گفتار غیررسمی، مانند گفتگوهای یک فیلم کمدی، کمی مشکل داشته باشند. این بیشتر به دلیل زبان عامیانه، اصطلاحات، واژگان (به ویژه استفاده از کلمات انگلیسی) و استفاده از ارجاعات فرهنگی منحصر به فرد است تا لهجه یا تلفظ. با این حال یک فرانسوی‌زبان روستایی اهل کبک هنگام صحبت با یک فرانسوی‌زبان اروپایی، می‌تواند با پرهیز از به کار بردن ضرب‌المثل‌ها یا اصطلاحات عامیانه به یک نوع گفتار رسمی‌تر و «بین‌المللی» سخن بگوید، درست مانند کاری که فردی که به انگلیسی جنوب آمریکا صحبت می‌کند در گفتگو با یک فرد اهل انگلستان انجام می‌دهد.